# Карнавал в Оруро
Карнавал в Оруро (исп. Carnaval de Oruro) — культурная традиция в Боливии, включённая в список шедевров устного и нематериального наследия человечества ЮНЕСКО в 2001 году.
Карнавал непосредственно связан с праздником ито коренного боливийского народа уру, корни которого уходят ещё в эпоху местных доколумбовых цивилизаций. Первоначально каранавал был посвящён Пачамаме, богини-матери, и Тио Супай, божеству гор, отождествляемому со злыми силами, а также другим божествам; образ Пачамамы впоследствии — под влиянием распространения католицизма — превратился в образ Девы Марии. Праздник ито был запрещён испанцами в XVII веке, однако местные индейцы продолжали «неофициально» проводить подобные церемонии в пятую неделю февраля (на праздник Сретения) каждый год.
Согласно легенде, в 1756 году фреска с изображением Девы Марии чудесным образом оказалась в шахте одного из самых богатых серебряных рудников Оруро. С этих пор фестиваль был посвящён Деве Марии Сретения (Virgen de la Candelaria) или Деве Марии Шахт (Virgen del Socavon). Главные события карнавала проводятся возле церкви Шахт (Sanctuaria del Socavon).
Одним из главных событий фестиваля являются исполнение 48 разновидностей народных танцев, которое продолжается три дня и три ночи. В празднестве участвуют около 28 тысяч танцоров и 10 тысяч музыкантов, объединённых в 150 групп, а число посетителей достигает порой 400 тысяч, процессия которых может быть растянута на 4 с лишним километра. Завершением карнавала являются две спектакля, которые по стилю напоминают средневековые мистерии. Один из них повествует об испанском завоевании этих земель, второй — о битве добра со злом, в конце которого архангел Михаил побеждает дьявола и смертные грехи. Второй спектакль был введён в карнавал католическим духовенством в 1818 году.